# ابراهیما سوری دومبویا
ابراهیما سوری دومبویا (انگلیسی: Ibrahima Sory Doumbouya؛ زادهٔ ۲۵ مارس ۱۹۹۶) بازیکن فوتبال اهل گینه است.
وی همچنین در تیم ملی فوتبال گینه بازی کرده است.